# Kent-Olle Johansson
Kent-Olle Johansson (né le 18 novembre 1960 à Gärsnäs) est un lutteur suédois spécialiste de la lutte gréco-romaine. Il participe aux Jeux olympiques d'été de 1984 et remporte la médaille d'argent en combattant dans la catégorie des poids plumes.

## Palmarès

### Jeux olympiques
- Jeux olympiques de 1984 à Los Angeles,  États-Unis
  -  Médaille d'argent.